# Vagrant Story
Vagrant Story (ベイグラントストーリー, Beiguranto Sutoorii) es un juego JRPG desarrollado y publicado por Square Co., Ltd.,  (ahora Square Enix) para la consola de videojuegos PlayStation. El juego fue lanzado en el año 2000, y ha sido relanzado a través de la PlayStation Network para las consolas PlayStation 3 y PlayStation Portable. Se caracteriza por su fascinante argumento, la creación/modificación de armas, resolución de acertijos y el uso de Magia.
Vagrant Story fue desarrollado principalmente por el equipo responsable de Final Fantasy Tactics, con Yasumi Matsuno como productor, escritor y director.
El juego tiene lugar en el reino ficticio de Valendia y la ciudad en ruinas de Léa Monde. La historia se centra en Ashley Riot, un agente de élite conocido como Riskbreaker, que debe viajar a Léa Monde para investigar el vínculo entre el líder de una secta ocultista y un alto miembro del Parlamento de Valendia,  el duque Bardorba. En el prólogo, Ashley es culpado por el asesinato del duque, y el juego da a conocer los eventos que ocurren una semana antes del asesinato.
Vagrant Story tiene un estilo único de rol con acción/aventura,  el cual  no cuenta con tiendas y no hay ninguna interacción del jugador con otros personajes; en cambio, el juego se centra en la creación y modificación de armas, así como elementos de resolución de enigmas y estrategia. El juego recibió elogios de la crítica en  revistas y sitios web especializados en videojuegos. Fue uno de los primeros cuatro juegos en la historia en recibir una calificación perfecta de Famitsu.

## Historia
La Historia de Vagrant Story arranca cuando Ashley Riot, un Riskbreaker (Soldados de élite a los que asignan misiones de gran riesgo) de la VKP (Valendia Knights of Peace/Caballeros de la Paz de Valendia) es enviado por decisión del parlamento a la residencia del Duque Bardorba. En esta introducción/tutorial, el protagonista, Ashley Riot, se infiltra en la mansión durante la ocupación de unos fanáticos religiosos seguidores de un culto llamado "Müllenkamp" y consigue alcanzar a su líder, el enigmático y andrógino Sydney Losstarot, a quien hiere en el corazón con una flecha antes de que este escape con Joshua Bardorba, el hijo menor del Duque, e intenta distraer a Ashley con su Wyvern D'Tok.
El culto se refugia entonces en la cercana Léa Monde (El Mundo), una ciudad milenaria de la que se cuentan inquietantes leyendas acerca de sus (codiciados) poderes sobrenaturales. Ashley, con la ayuda de la agente/inquisidora Callo Merlose, alcanza la ciudad mediante las catacumbas subterráneas, pero no son los únicos que rastrean a los seguidores de Müllenkamp. La iglesia personificada en el Cardenal envía a su brazo armado, los Crimson Blades, comandados por el despiadado Romeo Guildenstern para erradicar a los herejes con la aparente colaboración de otro Riskbreaker que envía la VKP cuando da por perdido a Ashley: Rosencrantz. Así da comienzo esta obra magistral , una auténtica joya de PS , que a lo largo de más de 40 horas de auténtico disfrute nos llevará por giros inesperados, traiciones, magia, conspiraciones e hipocresía en las que veremos cómo todas las facciones en conflicto intentan alzarse con el objeto del deseo: el secreto de la vida eterna que está bajo sus pies, y la llave secreta para acceder a ella.
El estilo gráfico del juego es muy oscuro y enfatiza en tonos marrón, lo que añade un sentimiento de misterio. El estilo de secuencias cinematográficas es similar al utilizado en Metal Gear Solid: en ambos juegos las secuencias fueron renderizadas con el engine del juego con un fuerte sentido cinematográfico.

## Personajes
- Ashley Riot: El protagonista de la historia y quien controla el jugador. Ashley es miembro de los Caballeros de la Paz de Valendia. Trabaja para forjar su camino en el grupo elite llamado Equipo contra Criminales Peligrosos (o Riskbreakers) mediante una combinación de habilidad y su fuerte sentido de la justicia. Le han sido borrados todos sus recuerdos pasados, pero Sydney le hace revivir un hecho doloroso que le desgarra, y había olvidado. En otra serie de recuerdos, otro personaje lo confunde para provocar su dolor e ira, y provocarle dudas. Ashley es habilidoso con todos los tipos de armas, y durante el juego recupera poderosas técnicas de batalla que había olvidado a causa de la Hipnosis que le realizaron para olvidar. También absorbe cantidades considerables de poder de las energías oscuras de la ciudad, y brotan en el poderes nuevos, como la capacidad de ver a través de los ojos de otras personas, dándole pistas de los planes de Sydney y los Crimson Blades. Cerca del final del juego, es forzado a aceptar el papel de Roodbearer y Guardián de la Oscuridad, dando espacio dentro de él a todas las almas malditas, poderes y conocimientos tras la destrucción de Leá Monde. Tras recibir este poder, se dedica a errar por el mundo como vagabundo, de ahí "Vagrant Story".

- Callo Merlose: Compañera de Ashley en el incidente de Leá Monde, Callo se encuentra cautiva la mayor parte del juego, tratando de discernir los verdaderos motivos de Sydney mediante conversaciones con John Hardin, el segundo al mando de Sydney. Como Ashley, su verdadero potencial aparece cuando está en Leá Monde. Hardin se refiere a ella como "Vidente de Sentimientos", ya que ella puede ver los pensamientos reales de una persona a través de una sombra que habla con la verdadera intención de esa persona.

- Sydney Losstarot: Un hombre de aspecto andrógino y bello, con prótesis de metal en vez de brazos y piernas (que, según el, ofreció como ofrenda a los dioses) Sydney es el líder de un culto apocalíptico llamado Müllenkamp. Su intenso carisma y habilidad retórica lo distingue de otros profetas autoproclamados. Tiene el poder de leer mentes e invocar bestias. Sydney parece ser inmortal; ni siquiera graves heridas parecen desconcertarlo por mucho tiempo. Su padre, el duque Bardorba, se encuentra gravemente enfermo, y como expiación final de sus pecados, el duque le suplica a Sydney que destruya la ciudad de Leá Monde, hogar del grimorio mágico oscuro más poderoso del mundo. Sydney, cuya vida llega inminentemente a su final al estar ligada a la de su enfermo padre, idea la treta del secuestro de su hermano menor Joshua para atraer a Ashley, digno heredero del gran poder que conlleva el "Gran Grimorio" y para evitar que el poder caiga en mano de los Crimson Blades.

- Romeo Guildenstern: Comandante de los Crimson Blades, la orden de caballeros de la iglesia Iocus. Ha venido a Leá Monde para cazar a Sydney, pero también busca controlar los poderes oscuros de la ciudad por sí solo, ya que tiene enormes ansias de poder y gloria, y no duda en sacrificar a sus seres queridos (Samantha) por alcanzar tan preciado tesoro.

- Jan Rosencrantz: Anterior miembro de los Riskbreakers que continúa manteniendo el título, trabaja para el duque Bardorba y conoce muchos secretos sobre la verdadera naturaleza de Leá Monde y el pasado de Ashley. Aparentemente es inmune a los poderes de lo Oscuro.

- John Hardin: Segundo al mando de Sydney, fiel sirviente forzado unido al culto. Posee el poder de adivinar el futuro.

- Joshua Corrinne Bardoras: Hijo del poderoso Duque Bardoras, raptado por Sydney y Hardin durante el prólogo del juego. Permanece callado, traumatizado por los eventos que están ocurriendo, hasta la muerte de John Hardin, a quien tomó cariño.

- Duque Aldous Byron Bardoras: Un héroe de la Guerra Civil Valendian y ahora una figura política. Retirado de las batallas desde hace tiempo, pero su influencia en el Parlamento sigue siendo notoria. Está casado y es padre de dos hijos, Sydney y Joshua. Su vida y la de Sydney están ligadas tras realizar un ritual para salvar la vida de Sydney. Seguidor del culto Müllenkamp.

- Comandante Grissom: Uno de los comandantes clave de Guildenstern y clérigo guerrero. Después del asesinato de su hermano Duane, perpetrado por Ashley Riot, se propone perseguirlo en el Bosque Snowfly para obtener una venganza sangrienta. Desafortunadamente, su plan falla y es asesinado y es revivido mediante la cruel magia Oscura.

- Comandante Samantha: Una de los comandantes clave de Guildenstern, Samantha es también conocida como la amante de Guildenstern. Se convierte en un sacrificio involuntario al recibir los poderes oscuros de Leá Monde. Una pequeña referencia a ella, en el Final Fantasy VIII existe un objeto llamado "Samantha Soul", que incrementa el daño GF en 40%.

- Comandantes Neesa y Tieger: Dos de los comandantes clave de Guildenstern, llevan una relación cercana. Mientras escapan de Leá Monde, Tieger obliga a Neesa a escapar mientras éste se enfrenta al zombi Grissom.

- Tia y Marco Riot: La esposa e hijo de Ashley. Se desconoce si en realidad existieron o son fruto de la confusión que Sydney crea con sus artes oscuras en la mente de Ashley. Según la versión de Sydney, Ashley era un Riskbreaker/Mercenario despiadado de la VKP, que, junto con Rosencrantz, no dudaba en asesinar a sangre fría. Durante una de sus misiones, unos malhechores segaron la vida brutalmente a su mujer y su hijo cuando estos paseaban felizmente, lo que hace que Ashley abra los ojos y renuncie a su trabajo. Para no perder a tan valiosísimo soldado, la VKP realiza una hipnosis a Ashley para que olvide y vuelva a engrosar sus filas. La auténtica verdad parece consistir en que Ashley (siendo soldado de la VKP) y su familia fueron atacados durante un paseo en familia. Tia y Marco mueren y Ashley pierde toda esperanza de vivir. Entonces, Valendia Knights of Peace le realiza una hipnosis para que olvide y le entrena para que se convierta en un Riskbreaker, soldado de élite.

- Steward LeSait e Inquisidor Heldricht: LeSait comanda el VKP, mientras Heldricht es uno de los Inquisidores principales del VKP.

- Cardenal Batistum: Cabeza de la Iglesia Iocus. Mientras aparentemente seguía las enseñanzas sagradas, el Cardenal también ha ordenado que se le ceda el poder sobre la oscuridad y busca la inmortalidad.

- Mullenkamp: La antigua sacerdotisa de Kildea, de belleza arrebatadora y gran habilidad con la espada y la danza , de cuyo culto se basan las actividades de la Leá Monde maldita. Primera poseedora del tatuaje Rood-Inverse o Blood sin, la llave del Gran Grimorio.

## Localización
Toda la historia de Vagrant Story toma lugar en el Reino de Valendia, el cual ha sido zona de guerra civil. En historia, Valendia fue fundada 1500 años atrás por el Rey Nalzarc. 1200 años atrás la familia Nalzarc continuaba en el poder, hasta que el gobierno fue cedido a la regencia de Gurunas. 36 años atrás, inició la guerra civil cuando la familia Nalzarc y otras familias de la nobleza, la más destacada la Bardorba, pelearon contra los Gurunas para recuperar el poder.
Entre los lugares destacados se encuentran:
- The Graylands - el lugar donde ocurren los eventos del prólogo, es donde están localizadas las dos mansiones del Duque Bardorba. También es el lugar donde algunos testigos aseguran haber visto un dragón en la mansión del Duque.

- Valnain - es la ciudad donde se encuentra el cuartel general de los Caballeros de la Paz de Valendia.

### Leá Monde
Leá Monde es un pueblo medieval ficticio y es donde se desarrolla la trama principal de la historia. Es descrita como un pueblo viejo con una historia de más de 2000 años. Situado en una isla y rodeados de arrecifes, sus muros han sido testigos de muchas batallas y se han proclamado de ser una fortaleza más fuerte que la más poderosa de Valendia. Las torres de la Gran Catedral, en el centro, son un símbolo de Leá Monde y es la tierra del devoto sacerdocio Iocus. En su apogeo, Leá Monde fue una comunidad de 5000 habitantes, sin embargo, un gran terremoto destruyó el pueblo 25 años atrás y terminó con la gran historia del pueblo. Las tierras de Leá Monde no se han estabilizado desde entonces.
Más tarde, mientras se buscaba un códice de hechicería llamado el Gran Grimoire, Guildenstern descubrió con ayuda de Rosencrantz que el pueblo entero era, de hecho, el Gran Grimoire mismo.
Algunos lugares que se pueden mencionar son: la Gran Catedral y el Templo de Kiltia, una mina abandonada, los laberintos oscuros de Undercity, el bosque de Snowfly y el calabozo secreto de Iron Maiden. Mientras que Valendia es ficticio, algunos escenarios fueron inspirados en los paisajes del suroeste de Francia, la mayor parte de Saint-Emilion.

## Sistema de Juego
En un sentido amplio, Vagrant Story es un reto solitario que se desarrolla en calabozos, en el cual Ashley explora las ruinas de la ciudad de Leá Monde y sus cavernas y catacumbas. Los caballeros de Crimson Blade patrullan las calles arriba, en busca de Sydney; los corredores abajo están infestados de bestias, duendes, fantasmas y muertos vivientes.
El sistema de batalla obliga al jugador a encadenar diferentes ataques para lograr combinaciones (combos) largos e infligir más daño en el enemigo. Esto se realiza presionando los botones en una sucesión; de esta manera, el combate casi asemeja a un juego rítmico. El jugador puede apuntar a diferentes partes del cuerpo, y el daño se realiza de acuerdo a la parte del cuerpo atacado y a la afinidad del arma usada por Ashley. Entre más luche, más alto se eleva su nivel de Riesgo, haciendo difícil su concentración, bajando su precisión pero incrementando sus golpes demoledores. Las habilidades de Defensa permiten a Ashley a reducir o rebotar el daño o evitar estados alterados; una variedad de hechizos pueden ser utilizados, para atacar, curar e incrementar o disminuir atributos. Finalmente, existen las Break Arts, ataques poderosos que pueden ser realizados a cambio de los hit points de Ashley.
En adición a la pelea, Ashley puede correr, saltar y empujar una variedad de bloques y canastas para poder pasar obstáculos o usarlos como plataforma. Durante el curso del juego, el jugador se enfrentará a una serie de enigmas con bloques, que necesitarán ser resueltos para poder avanzar. Cuando el jugador regresa a cualquier lugar donde el enigma ya ha sido resuelto, un modo de juego contra reloj llamado "Evolve or Die" empezará, y tendrá que alcanzar el final de la sala resolviendo el enigma en el menor tiempo posible.
El sistema de creación de Vagrant Story se podría considerar como un juego aparte. En áreas de trabajo designadas, el jugador puede crear y modificar armas y armaduras a su gusto, con diferentes rangos, poder y estadísticas. Todas las armas caben dentro de una de las tres categorías: punzantes, cortantes y contundentes. Además, hay seis tipos de afinidades de criaturas y ocho tipos de afinidades de elementos. Las armas obtienen afinidades de los enemigos que las usan para atacar; las armaduras las obtienen de los ataques que reciben. Lo que un arma o armadura obtiene en un área lo perderá en otra, por lo que ningún arma o escudo es igualmente efectiva contra todos los enemigos. De todas formas, las armas y armaduras poderosas pueden ser combinadas y unir sus afinidades (y hasta crear un nuevo tipo de arma o armadura). La clave para derrotar a la mayoría de los enemigos es tener el tipo correcto de arma; las afinidades inherentes añaden un extra, pero no son tan importantes como las gemas que mejoran las afinidades o hechizos que un arma tiene.

## Conexiones conFinal Fantasy XII
El juego RPG Final Fantasy XII contiene algunas referencias a Vagrant Story. Términos como Riskbreaker, Leámonde y Kildea se usan comúnmente en ambos juegos, aunque debido a la traducción, en la versión española de Final Fantasy XII se escriben de manera diferente. Yasumi Matsuno, el creador de Final Fantasy XII, fue entrevistado en 2004 por Joypad, un magacín francés sobre videojuegos, sobre Final Fantasy XII y el mundo donde se desarrolla: Ivalice. Matsuno describe Ivalice como un complejo mundo con una larga historia, por lo que las tramas de Vagrant Story, Final Fantasy Tactics y Final Fantasy XII podrían haberse desarrollado en el mismo Ivalice. Sin embargo, las historias de estos tres juegos tienen algunas contradicciones que impide que puedan considerarse como compatibles dentro del mismo mundo y la misma línea histórica. A no ser que se hicieran ciertos cambios en futuros remakes (uno de FFT saldrá en octubre en Estados Unidos y Europa), a día de hoy es imposible considerar que estos juegos se desarrollan en el mismo mundo.